# Georg Reuter (Gewerkschafter)
Georg Reuter (* 24. Juni 1902 in Gelsenkirchen-Rotthausen; † 28. Januar 1969 in Bad Salzuflen) war ein deutscher Gewerkschafter. Er war zuletzt stellvertretender Vorsitzender des Deutschen Gewerkschaftsbunds (DGB).

## Leben
Reuter absolvierte nach der Volksschule eine Schlosserlehre und arbeitete danach als Metallarbeiter.
Er trat 1918 der Sozialistischen Arbeiterjugend und dem freigewerkschaftlichen Deutschen Metallarbeiterverband bei. Ein Jahr später wurde er auch Mitglied der Sozialdemokratischen Partei Deutschlands (SPD). Reuter arbeitete zwischen 1923 und 1925 hauptamtlich als Geschäftsführer des Verbandes der Gemeinde- und Staatsarbeiter in Gelsenkirchen. Danach war er bis 1927 Bezirksleiter der Organisation für das Rheinland. Anschließend war Reuter bis 1933 Sekretär und Vorstandsmitglied des Gesamtvorstandes der Arbeitnehmer der öffentlichen Betriebe und des Personen- und Warenverkehrs mit Sitz in Berlin.
Im Zuge der Zerschlagung der Gewerkschaften wurde Reuter entlassen. In der Folge stand er unter Polizeiaufsicht und wurde mehrfach inhaftiert. Seine Frau stammte aus einer jüdischen Familie, sechs seiner Angehörigen wurden in Konzentrationslagern ermordet. Reuter selbst schlug sich als Mitarbeiter von zwei Schweizer Versicherungen durch. Er hatte Kontakt zu den Widerstandskreisen um Wilhelm Leuschner. In den letzten Tagen des Zweiten Weltkrieges wurde er noch zum Militär eingezogen.
Unmittelbar nach der Befreiung 1945 war er am Wiederaufbau der Gewerkschaften beteiligt. Er gründete die örtlichen Gewerkschaften in Straubing maßgeblich mit. Dasselbe gilt auch für die örtliche SPD. Reuter wurde 1946 zum zweiten Vorsitzenden der Arbeitsgemeinschaft Münchener Gewerkschaften gewählt. Nach der Bildung des Bayerischen Gewerkschaftsbundes im Sommer desselben Jahres wurde er deren Generalsekretär. Außerdem gehörte er dem Zonenausschuss der Gewerkschaften in der amerikanischen Besatzungszone an und war seit 1948 Sekretär des Gewerkschaftsrates mit Sitz in Frankfurt am Main. Der Bayerische Landtag ernannte ihn zum Abgeordneten des Wirtschaftsrates der Bi-Zone. Diesem Gremium gehörte er von 1947 bis 1949 an.
Auf dem Gründungskongress des DGB 1949 wurde Reuter zum stellvertretenden Vorsitzenden gewählt. Zuständig war er für die Leitung der Hauptverwaltung sowie für Organisation und Verwaltung. Er war bis 1952 auch Geschäftsführer des gewerkschaftseigenen Bund-Verlages und Mitglied im Generalrat des Internationalen Bundes Freier Gewerkschaften. Auf dem zweiten Bundeskongress des DGB wurde er 1952 im Amt als stellvertretender Vorsitzender bestätigt. Er war zu dieser Zeit auch an der Gründung des Norddeutschen Filmkontors beteiligt. Diese Firma sollte die Produktion gewerkschaftsnaher Filme fördern.
Reuter ist auch politisch hervorgetreten. Er machte vor der Bundestagswahl 1953 deutlich, dass der DGB einen Regierungswechsel wolle. Im Jahr 1954 gehörte er zu den Initiatoren der Paulskirchenbewegung, die sich gegen die Ratifizierung der Pariser Verträge zur Gründung der NATO wandte.
Verschiedentlich wurde er als Kandidat für den Posten des ersten Vorsitzenden des DGB genannt und hatte selbst entsprechende Ambitionen. Dazu kam es nicht. 1956 wurde Willi Richter zum Vorsitzenden gewählt. 1959 kandidierte Reuter nicht mehr für den Bundesvorstand, offiziell aus Gesundheitsgründen. Dahinter steckten allerdings auch langjährige interne Machtkämpfe, unter anderem mit Willi Richter. Er blieb Vorsitzender des Kuratoriums der Stiftung Mitbestimmung mit Sitz in Düsseldorf. Er war zudem bis 1968 stellvertretender Aufsichtsratsvorsitzender der Rheinischen Stahlwerke.